# قطار اليتامى

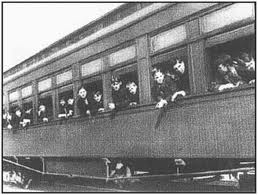
صورة قديمة لقطار اليتامى.

حركة قطار اليتامى هي برنامج تقديم رعاية اجتماعية يشرف على نقَل الأطفال اليتامى والمشردين من المدن الشرقية المزدحمة في الولايات المتحدة إلى دور الحضانة التي تقع عمومًا في المناطق الريفية في الغرب الأوسط. عملت قطارات اليتامى بين عامي 1854 و1929، حيث نقلت حوالي 200,000 من الأطفال الأيتام، أو المهجرين، أو الذين تعرضوا للإيذاء، أو المشردين.
قامت ثلاث مؤسسات خيرية، وهي قرية الأطفال (التي تأسست عام 1851 على أيدي 24 جهة خيرية)، وجمعية مساعدة الأطفال (التي أنشأها شارلز لورنغ بريس في عام 1853)، وسعت مستشفى نيويورك للّقطاء في وقت لاحق، لمساعدة هؤلاء الأطفال. دُعمت المؤسسات من قبل مانحين أثرياء، وأدارها موظفون محترفون. طَورت المؤسسات الثلاث برنامجًا وضعت فيه المشردين والأيتام وأطفال المدن المُتخلّى عنهم -والذين بلغ عددهم حوالي 30,000 في مدينة نيويورك وحدها في الخمسينيات من القرن الماضي- في دور الحضانة في جميع أنحاء البلاد. نُقل الأطفال إلى منازلهم الجديدة على متن قطارات كُتب عليها «قطارات اليتامى» أو «قطارات الأطفال». انتهت عملية إعادة الإسكان هذه في عشرينيات القرن الماضي، مع بداية كفالة الأطفال المنظمّة في أمريكا.

## خلفية
أُنشِئ أول دار للأيتام في ناتشيز في ولاية المسيسيبي في الولايات المتحدة عام 1729، لكن لم تكن دور الأيتام المؤسسية شائعة قبل أوائل القرن التاسع عشر. وعادة ما قام الأقارب أو الجيران بتربية الأطفال الذين فقدوا آباءهم. لم تكن الترتيبات رسمية ونادرًا ما كانت مرتبطة بالمحاكم.
انفجر عدد الأطفال المشردين في المدن الشرقية الكبيرة مثل مدينة نيويورك حوالي عام 1830. وكان هناك ما يتراوح بين 10,000 و30,000 طفل مشرد في مدينة نيويورك، في عام 1850. كان عدد سكان مدينة نيويورك في ذلك الوقت 500,000 فقط. تيتّم بعض الأطفال عندما توفي آباؤهم في أوبئة التيفوئيد، أو الحمى الصفراء، أو الأنفلونزا. وهُجِر آخرون بسبب الفقر، أو المرض، أو الإدمان. باع العديد من الأطفال أعواد الثقاب، أو الملابس البالية، أو الصحف للبقاء على قيد الحياة. وتجمعوا معًا وشكلوا عصابات، ليحموا أنفسهم من عنف الشوارع.
كان الوزير الشاب شارلز لورنغ بريس في عام 1953، قلقًا إزاء محنة أطفال الشوارع (الذين عُرفوا كثيرًا باسم «عرب الشوارع»). أسّس جمعية مساعدة الأطفال، وقدمت جمعية مساعدة الأطفال في المقام الأول، خلال عامها الأول، التوجيه الديني للأولاد والتعليم المهني والأكاديمي. أنشأت الجمعية في نهاية المطاف، أول ملجأ للهاربين في البلاد «دار سكن نيوز بويز» حيث حصل الأولاد المشردون على غرف وألواح وتعليم أساسي. حاول بريس وزملاؤه العثور على وظائف ومنازل لكل طفل، ولكن سرعان ما أُرهقوا بسبب الأعداد التي تحتاج إلى التنسيب. توصل بريس لفكرة إرسال مجموعات من الأطفال إلى المناطق الريفية لتبنيها.
اعتقد بريس أن أطفال الشوارع سوف يعيشون حياة أفضل، إذا تركوا الفقر والدعارة في حياتهم في مدينة نيويورك، وربّتهم بدلًا من ذلك الأسر الفلاحية على خلق طيّب. اعتقد بريس أن المزارعين سيرحبون بالأطفال المشردين، ويأخذونهم إلى منازلهم ويعاملونهم كأولادهم، نظرا للحاجة إلى التشغيل في البلد الزراعي المتوسع. كان برنامجه مبشرًا بالحضانة الحديثة.
قامت جمعية مساعدة الأطفال بأول رحلة استكشافية واسعة النطاق، إلى الغرب الأوسط في أيلول/ سبتمبر عام 1854، وذلك بعد عام من إرسال الأطفال بشكل فردي إلى المزارع في ولاية كونيتيكت القريبة، وبنسلفانيا، وريف نيويورك.

## مصطلح «قطار اليتامى»
استخدمت عبارة «قطار اليتامى» لأول مرة في عام 1854، لوصف نقل الأطفال من منطقتهم عبر السكك الحديدية. ولم يستخدم مع ذلك مصطلح «قطار اليتامى» على نطاق واسع، إلا بعد فترة طويلة من انتهاء برنامج قطار اليتامى.
أشارت جمعية مساعدة الأطفال إلى قسمها ذي الصلة أولًا باسم قسم الهجرة، ثم قسم العثور على المنازل، وأخيرا قسم الرعاية البديلة. أرسلت مستشفى نيويورك للّقطاء فيما بعد ما أسمته قطارات «الطفل» أو «الرحمة».
تستخدم المنظمات والعائلات بشكل عام مصطلحات «التنسيب العائلي» أو «التنسيب الخارجي» («الخارجي» لتمييزه عن وضع الأطفال «داخل» دور الأيتام أو الملاجئ) للإشارة إلى ركاب قطار اليتامى.
قد يعود تاريخ الاستخدام واسع النطاق لمصطلح «قطار اليتامى» إلى عام 1978، عندما بثت شبكة سي بي إس، مسلسلًا قصيرًا خياليًا بعنوان قطارات اليتامى. وكان أحد أسباب عدم استخدام المصطلح من قِبل وكالات التنسيب، هو أن أقل من نصف الأطفال الذين ركبوا القطارات كانوا أيتامًا في الواقع، وأن ما يصل إلى 25 في المئة منهن كان لديهم أبوين على قيد الحياة. انتهى المطاف بالأطفال الذين يعيشون مع والديهم في القطارات -أو في دور الأيتام- لعدم امتلاك أسرهم المال أو الرغبة في تربيتهم أو لأنهم تعرضوا للإيذاء، أو الهجر، أو فروا بأنفسهم. وقد ذهب العديد من الفتيان والفتيات في سن المراهقة إلى المنظمات الراعية لقطار اليتامى بحثًا عن عمل، أو للحصول على تذكرة مجانية للذهاب خارج المدينة.
يُعتبر مصطلح «قطارات اليتامى» مضللًا أيضًا، لأن عددًا كبيرًا من الأطفال المهجرين، لم تذهب بهم السكك الحديدية إلى ديارهم الجديدة، ولم يسافر بعضهم بعيدًا جدًا. كانت نيويورك هي الولاية التي استقبلت أكبر عدد من الأطفال (حوالي ثلث المجموع). كما تلقت كونيتيكت ونيو جيرسي وبنسلفانيا أعدادًا كبيرة من الأطفال. لم تميز بيروقراطية جمعية مساعدة الأطفال بين المواضع المحلية وحتى المواقع البعيدة خلال معظم حقبة قطار اليتامى. سُجّلوا جميعًا في دفاتر السجلات نفسها، وأدارها بشكل عام نفس الأشخاص. قد تصدف أيضًا أن يوضع الطفل مرة واحدة في الغرب والمرة التالية -إذا لم ينجح المنزل الأول في رعايته- في مدينة نيويورك. اتُّخذ القرار بشأن مكان وضع الطفل بالكامل تقريبًا على أساس البديل المُتاح بسهولة أكبر، في الوقت الذي احتاج فيه الطفل إلى المساعدة.

## أول قطار يتامى
وصلت المجموعة الأولى من 45 طفلاً إلى دواجياك، في ميشيغان، في 1 أكتوبر عام 1854. سافر الأطفال لعدة أيام في ظروف غير مريحة. كان برفقتهم إِ. بِ. سميث من جمعية مساعدة الأطفال، وكان سميث نفسه قد سمح لراكبَين مختلفَين على المركب من مانهاتن، بتبني أولاد دون التحقق من مراجعهم. أضاف سميث صبيًا التقى به في ساحة ألبانيا للسكك الحديدية، ولم يكلف سميث عناء التحقق من كونه يتيمًا أو لا. لعب سميث على تعاطف جمهوره في اجتماع في دواجياك، بينما أشار إلى أن الأولاد كانوا مستعدين للعمل، وإلى إمكانية استخدام الفتيات في جميع أنواع الأعمال المنزلية.
قال سميث -في قصة عن الرحلة نشرتها جمعية مساعدة الأطفال- إنه من أجل الحصول على طفل، كان على المتقدمين الحصول على توصيات من قسِّهم، ومن قاضي الصلح، ولكن من غير المحتمل أن هذا الشرط قد نُفّذ بصرامة. وُضع بحلول نهاية اليوم الأول، خمسة عشر صبيًا وفتاة عند أسر محلية. تم تبنّي 22 طفلًا آخر، بعد خمسة أيام. سافر سميث والأطفال الثمانية الباقون إلى شيكاغو، حيث وضعهم سميث في قطار إلى مدينة أيوا لوحدهم، وثم أخذهم القس سي سي تاونسند، الذي أدار دارًا محليًا للأيتام، وحاول العثور على عائلات تتبناهم. اعتُبرت الحملة الأولى هذه نجاحًا باهرًا، حيث أُرسلت مجموعتان أُخريان من الأطفال المشردين إلى ولاية بنسلفانيا في يناير 1855.